# TI-86
La TI-86 è una calcolatrice grafica programmabile introdotta nel 1997 e prodotta dalla Texas Instruments.
La TI-86 utilizza il microprocessore Zilog Z80. È parzialmente retrocompatibile con il modello precedente, la TI-85.

## Specifiche
- CPU: Zilog Z80 6 MHz
- RAM: 128 KB, 96 KB accessibili all'utente
- ROM: 256 KB
- Display: LCD monocromatico ad alto contrasto 128×64 pixels
- Scambio Dati: Collegamento Seriale; permette di connettere due TI-86 tra di loro, o una TI-86 a un PC, per trasferire dati tramite un cavo speciale.
- Linguaggi di programmazione: TI-BASIC, Z80 Assembly